# Rimegepant
Rimegepant, vendido sob a marca Nurtec ODT, é um medicamento usado para tratar e prevenir enxaquecas. É tomado por via oral. O início dos efeitos ocorre em duas horas e podem durar 48 horas.
Efeitos secundários comuns incluem náuseas e dor abdominal. Outros efeitos secundários podem incluir reações alérgicas. A segurança na gravidez e amamentação não é clara. Funciona ao bloquear o receptor CGRP.